# Christian Gottfried Schütz
Christian Gottfried Schütz (* 19. Mai 1747 in Dederstedt; † 7. Mai 1832 in Halle (Saale)) war ein deutscher Humanist.

## Leben
Schütz wurde als ältester Sohn von acht Kindern des Pfarrers Gottfried Schütz (* 1717 in Aschersleben; † 16. März 1772 ebd.) und dessen Frau Traugotte Anna Sophia Regner geboren. Er besuchte die Schule des Waisenhauses in Halle und studierte Theologie an der Universität Halle bei Johann Salomo Semler. Nachdem er sich am 21. März 1768 den akademischen Grad eines Magisters der Philosophie erworben hatte, wurde er Lehrer an der Ritterakademie in Dom Brandenburg. In Halle wurde er 1769 Inspektor des theologischen Seminars, 1775 außerordentlicher Professor der Philosophie und 1777 ordentlicher Professor der Philosophie in Halle.
1779 war Schütz Professor der „Poesie und Beredsamkeit“ an der Universität Jena, wo er mit Christoph Martin Wieland und Friedrich Justin Bertuch 1785 die Allgemeine Literaturzeitung gründete. Hier beteiligte er sich auch an den organisatorischen Aufgaben der Hochschule und war in den Sommersemestern 1790, 1798 Rektor der Jenaer Salana. 1804 hatte er eine Professur der Literaturgeschichte und Beredsamkeit in Halle inne, wo er mit Johann Samuel Ersch die Allgemeine Literatur-Zeitung fortsetzte. 1808 wurde er zum auswärtigen Mitglied der Bayerischen Akademie der Wissenschaften gewählt.
Schütz publizierte über eine Bandbreite von Themen aus Philosophie, Psychologie, Rhetorik, Philologie, Erziehung und Universitätsangelegenheiten. Er veröffentlichte Sammlungen von Schriften von Aischylos, Cicero, und Aristophanes. In der Philosophie wurde er besonders einflussreich als einer der ersten Verteidiger von Immanuel Kant, mit dem er seit 1784 auch in Briefkontakt stand. Er bezog sich schon in seiner eigenen Dissertation über Ästhetik von 1768 auf Kants vorkritische Schrift Beobachtungen über das Gefühl des Schönen und Erhabenen von 1764. 1785 organisierte er eine Reihe von Artikeln in der Allgemeinen Literaturzeitung über Kants Kritische Philosophie und verteidigte ihn selbst gegen Gegner wie Ernst Platner, Dieterich Tiedemann oder Johann Christoph Schwab. Zudem gewann er Kant dafür, Beiträge für die Allgemeine Literaturzeitung zu verfassen, und diskutierte mit ihm über Aspekte der Kritik der reinen Vernunft.
Schütz verheiratete sich 1778 in Halle (Saale) mit Anna Henriette Danovius (* Danzig; † 1823), die Tochter des Pfarrers in Thorn Ludwig Danovius (* September 1711 Eckersberg/Preußen; † 16. Februar 1771 in Thorn) und dessen Frau Anna Eleonora Gerschner. Von den Kindern kennt man die Tochter Henrietta Friderica Ernestina Schütz (1781–1795) und den Sohn, den Historiker Friedrich Karl Julius Schütz.

## Werke (Auswahl)

### Als Autor
- Opuscula philologica et philosophica. Halle 1830 (verschiedene Abhandlungen).

### Als Herausgeber
- Aischylos: Werke. 3. Auflage. Halle 1809/22 (5 Bde.).
- Cicero: Werke. Leipzig 1814/23 (20 Bde.).
- Aristophanes: Werke. Leipzig 1821 (nur Band 1, mehr nicht erschienen).